# Рустемов, Лениншил Зиябекович
Лениншил Зиябекович Рустемов (8 августа 1932 — 15 декабря 1993, Алма-Ата) — известный востоковед-лингвист, учёный, общественный деятель, кандидат филологических наук, педагог, профессор, первый ректор Жетысуского государственного университета имени И. Жансугурова.

## Биография
Родился 8 августа 1932 года в селе «Коммуна» Келесского района Южно-Казахстанской области.
В 1948 году окончил казахскую среднюю школу Келесского района. В 1948 году принят на востоковедный факультет Среднеазиатского государственного университета имени В. И. Ленина, а в 1953 году окончил его по специальности «Востоковед-филолог».
В 1953—1956 — учитель русского языка и литературы в общеобразовательной школе им. Ы. Алтынсарина села Аксу Аксуйского района Талды-Курганской области.
В 1956—1958 — первый секретарь комитета комсомола Келесского района.
В 1959—1960 — первый секретарь комитета комсомола КазГУ им. С. М. Кирова, в 1962—1969 — доцент, старший преподаватель кафедры общего языкознания КазГУ им. С. М. Кирова. В 1963 году защитил диссертацию на тему «Арабско-иранские заимствования в казахском языке» под руководством профессора М. Балакаева.
В 1969—1973 — старший инспектор высшего учебного заведения Казахстана, заместитель начальника Департамента высшего образования Министерства образования и наук КАЗССР.
25 октября 1972 г. постановлением ЦК КП Казахстана и Совета Министров Казахской ССР № 572 в городе Талды-Кургане был организован Талды-Курганский педагогический институт. Первым ректором назначается Л.З. Рустемов.
На 1 сентября 1973 г. на филологическом и физико-математическом факультетах обучалось 325 студентов (225 — на дневном, 100 — на заочном отделении). Институт готовил педагогов по 4 специальностям: физика, математика, русский язык и литература для казахских и русских школ. На 5 кафедрах учебный процесс осуществляли 25 преподавателей, из них 11 — кандидаты наук.
По инициативе ректора в 1976 году на филологическом факультете было открыто отделение музыки и песни, которое впоследствии стало музыкально-педагогическим. На улице Кирова в Талдыкоргане открылось первое общежитие и заложены первые кирпичи главного корпуса института. В октябре 1975 года коллектив института был награжден Красным Знаменем Панфиловского райкома Коммунистической партии Казахстана за выдающуюся работу по сбору урожая кукурузы.
По инициативе Рустемова в 1977 году Талдыкорганский институт был назван в честь выдающегося поэта Ильяс Жансугурова.
В 1976—1977 — Заместитель заведующего отделом науки и технологий ЦК КПСС Казахстана.
В 1977—1989 — Заместитель министра Министерство образования Казахской ССР.
В 1989—1991 — проректор по учебной работе, декан факультета востоковедения, декан факультета иранской и турецкой филологии КазГУ им. С. М. Кирова.
Скончался 15 декабря 1993 года в Алматы. В 2003 году именем учёного была названа улица в Алматы.

## Научная деятельность
Автор 40 научных публикаций и статей и 5 книг. Он был одним из первых, кто изучал арабо-персидские и казахские языковые отношения.
• Қазақ тіліндегі араб-иран кірме сөздерінің лексикасемантикалық ерекшеліктері: ун-ттің филология факультетінде сырттан оқушы студенттер үшін көмекші құрал / ҚазССР Жоғары және орта арнаулы білім министрлігі;С. М. Киров атындағы ҚазМУ. — Алматы, 1962. — 16 бет.
• Қазақ тіліндегі араб-иран сөздері туралы // Қазақстан мектебі. — 1963. — № 5. — 78-79 бет
• Арабско-иранские заимствования в казахском языке: автореф. дис. … на соиск. учен. степ. канд. филол. наук. — Алма-Ата, 1963. — 20 с
• Арабско-иранские заимствования в казахском языке: дис.на соиск. учен. степ. канд. филол. наук / Л. 3. Рустемов; науч. рук.: М. Б. Балакаев; КазГУ им. С. М. Кирова. — АлмаАта: [Б. и.], 1963. — 282 с
• грамматических особенностях арабских и иранских заимствований в казахском языке // Тіл және әдебиет мәселелері: аспиранттар мен ізденушілер мақалаларының жинағы. — Алматы, 1963. — 22-28 б
• Фонетические изменения и грамматические особенности арабско-иранских заимствований в казахском языке: пособие для студентов-заочников / КазГУ им. С. М. Кирова.- Алма-Ата, 1963. — 30 с.
• Үндес жыр, ортақ мұралар: туысқан әдебиеттер әлемінде // Қазақ әдебиеті. — 1964. — 10 сәуір / С. Мұқанов, М. Жолдасбековпен бірге.
• Подготовка педагогических кадров в условиях развитого социализма. — Алма-Ата: Мектеп, 1985.- С. 215.
• Араб-иран сөздерінің қазақша-орысша түсіндірме сөздігі. — Алматы: Мектеп, 1989. — 320 бет.
• Парсы тілінің ізашары: Қазан ун-ті шығыстану және Сирия филология фак. I курс студенттеріне арналған оқулық. — Теһран, 1994. — 584 бет
• Парсы тілінің жолашары: Қазан ун-ті шыгыстану және филология фак. II курс студенттеріне арналган оқулық. -Теһран, 1995. — 500 бет
• Разговорник на трех языках: (персидско-русско-казахский) /сост.: Л. Рустемов. -Теһран, 1995. — 424 с. и др.

## Награды и звания
1. Кандидат филологических наук (1962)
2. Профессор (1991)
3. Медаль «За освоение целинных земель» (1962)
4. Медаль «Дружба» (Монголия) (1982)
5. Почетная грамота Верховного Совета Казахской ССР (1982)